# Aphelocoma unicolor
La ghiandaia unicolore (Aphelocoma unicolor (Du Bus de Gisignies, 1847)) è un uccello passeriforme appartenente alla famiglia Corvidae.

## Etimologia
Il nome scientifico della specie, unicolor, deriva dal latino e significa "di un solo colore", in riferimento alla colorazione di questi uccelli: il loro nome comune altro non è che la traduzione di quello scientifico.

## Descrizione

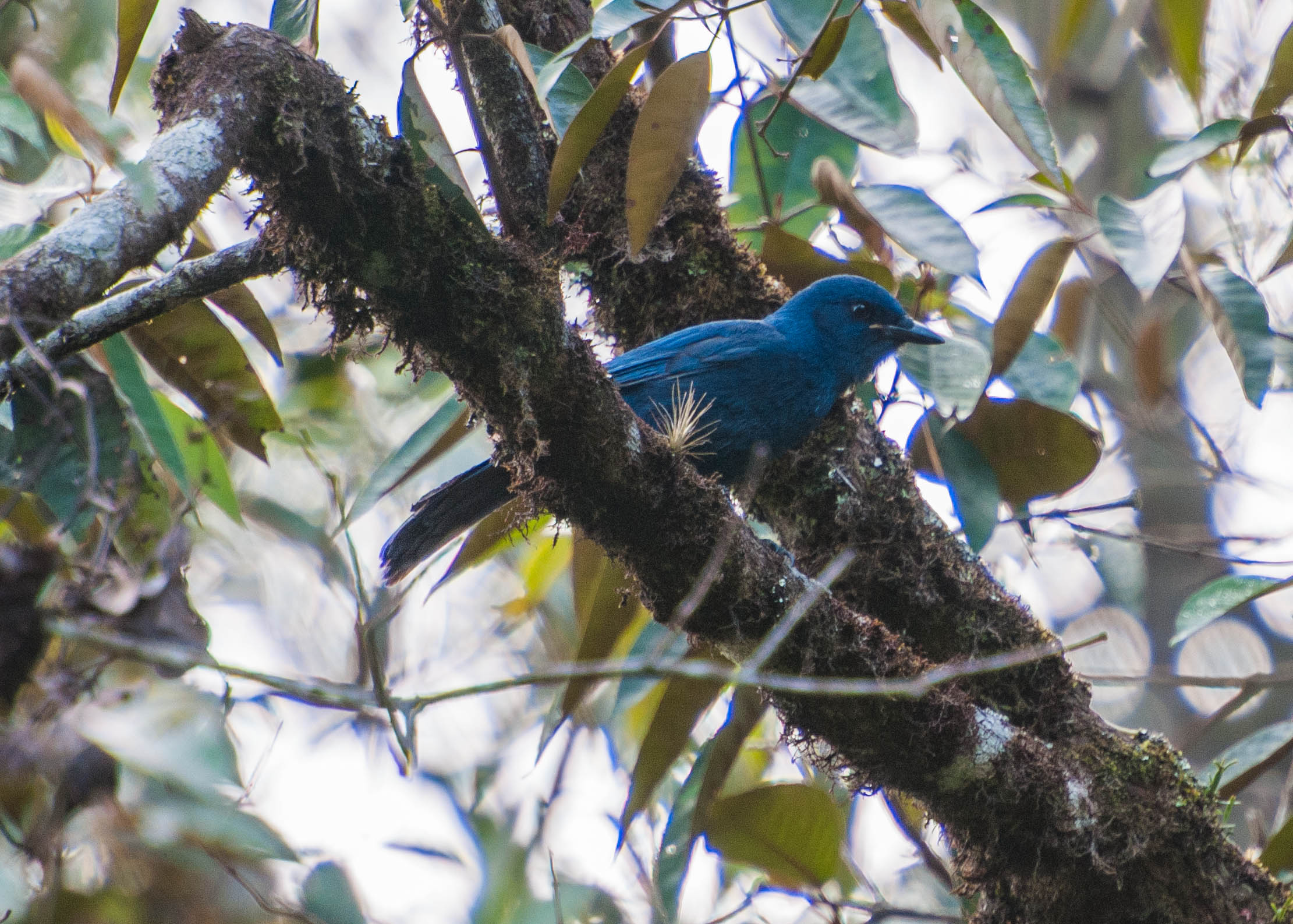
Esemplare in natura.

### Dimensioni
Misura 27-32 cm di lunghezza, per 113-153 g di peso: a parità d'età, i maschi sono lievemente più grossi e pesanti rispetto alle femmine.

### Aspetto
Si tratta di uccelli dall'aspetto massiccio, muniti di grossa testa squadrata e appiattita, becco conico e massiccio dalla punta lievemente adunca, ali arrotondate e digitate, forti zampe e lunga coda (quasi la metà del totale) dall'estremità squadrata.
Il piumaggio, come intuibile sia dal nome comune che dal nome scientifico, è uniformemente di colore blu, lievemente più scuro sulla faccia (con una mascherina appena accennata fra i lati del becco e l'area temporale) e più opaco nell'area dorsale.
Il becco e le zampe sono di colore nerastro, mentre gli occhi sono di colore bruno scuro.

## Biologia
Si tratta di uccelli molto schivi, che si muovono in coppie o in gruppetti familiari fra gli alberi, i cespugli ed il suolo, passando la maggior parte della propria giornata alla ricerca di cibo.
I richiami di questi uccelli sono stati ancora poco studiati, tuttavia appaiono molto variati, dato che ne sono stati finora differenziati una quarantina.

### Alimentazione
Si tratta di uccelli onnivori, che si nutrono di insetti (falene, cavallette, scarafaggi), larve ed altri invertebrati, nonché di frutta e bacche (principalmente more e Myrica) e verosimilmente anche di piccoli vertebrati.

### Riproduzione
La ghiandaia unicolore è un uccello monogamo, che comincia a nidificare già durante la seconda decade di gennaio.
Ambedue i sessi provvedono a costruire il nido fra gli alberi intrecciando fibre vegetali e rametti e foderandone l'interno con materiale più soffice, mentre è la sola femmina a covare le uova (col maschio che frattanto la nutre e sorveglia i dintorni) per circa 18 giorni, al termine dei quali schiudono pulli ciechi ed implumi.
I nidiacei vengono inizialmente accuditi dalla sola femmina, mentre in seguito ad essa si affiancano il maschio ed altri aiutanti (in genere figli di covate precedenti della coppia non riprodottisi, ma anche membri dello stesso stormo non imparentati con essa), fino all'involo (che avviene attorno ai 28 giorni di vita) ed anche ben oltre, poiché i giovani seguono i genitori ancora per molto tempo, spes.

## Distribuzione e habitat
La ghiandaia unicolore è diffusa in un areale che comprende il sud della Sierra Madre Orientale (a sud dell'Hidalgo), una ristretta area occidentale della Sierra Madre del Sud e la Sierra Madre de Chiapas, ad est attraverso El Salvador settentrionale, Guatemala e Honduras centrale e occidentale, con avvistamenti anche nell'estremità nord-occidentale del Nicaragua.
L'habitat di questi uccelli è rappresentato dalla foresta pluviale nebulosa, fra i 2150 ed i 3050 m di quota.

## Tassonomia
Se ne riconoscono 5 sottospecie:
- Aphelocoma unicolor guerrerensis Nelson, 1903 - endemica del Guerrero;
- Aphelocoma unicolor concolor (Cassin, 1848) - diffusa nel nord dell'areale occupato dalla specie;
- Aphelocoma unicolor oaxacae Pitelka, 1946 - endemica dell'Oaxaca centrale;
- Aphelocoma unicolor unicolor (Du Bus de Gisignies, 1847) - la sottospecie nominale, diffusa da San Cristóbal de las Casas al Guatemala;
- Aphelocoma unicolor griscomi van Rossem, 1928 - diffusa nel sud-est dell'areale occupato dalla specie;

La ghiandaia unicolore rappresenta un taxon basale rispetto alle altre specie del genere Aphelocoma, sebbene i rapporti filetici fra i vari cladi siano ancora lungi dall'essere chiariti: alcuni autori considerano le cinque sottospecie sufficientemente divergenti fra loro da poter essere classificate come specie a sé stanti.